# Kanton Entrevaux
Der Kanton Entrevaux war bis 2015 ein französischer Wahlkreis im Arrondissement Castellane, im Département Alpes-de-Haute-Provence und in der Region Provence-Alpes-Côte d’Azur. Er umfasste sechs Gemeinden, Hauptort (frz.: chef-lieu) war Entrevaux. Die landesweiten Änderungen in der Zusammensetzung der Kantone brachten im März 2015 seine Auflösung. Sein letzter Vertreter im conseil général des Départements war von 2001 bis 2015 Gilbert Brun.

## Gemeinden
| Gemeinde              | Einwohner (Stand: 2022) | Code postal | Code Insee |
| --------------------- | ----------------------- | ----------- | ---------- |
| Castellet-lès-Sausses | 140                     | 04320       | 04042      |
| Val-de-Chalvagne      | 83                      | 04320       | 04043      |
| Entrevaux             | 791                     | 04320       | 04076      |
| La Rochette           | 72                      | 06260       | 04170      |
| Saint-Pierre          | 97                      | 06260       | 04194      |
| Sausses               | 129                     | 04320       | 04202      |